# Lebaudy Morning Post
 (février 2021).
Si vous disposez d'ouvrages ou d'articles de référence ou si vous connaissez des sites web de qualité traitant du thème abordé ici, merci de compléter l'article en donnant les références utiles à sa vérifiabilité et en les liant à la section « Notes et références ».
Le Lebaudy Morning Post est un dirigeable semi-rigide français construit pour l'armée britannique à Moisson, en France, par le constructeur Lebaudy Frères. 

## Histoire
Il a été commandé par le journal The Morning Post, qui a créé un fonds pour acheter le dirigeable et le présenter à l'armée britannique.
L'enveloppe du dirigeable a été endommagée lors du vol de livraison, puis elle a été détruite lors d'un vol d'essai ultérieur après réparation. Au moment de sa construction, c'était le plus grand dirigeable construit en France.

## Conception
- Deux moteurs 4 cylindres en ligne refroidis par eau, Panhard & Levassor 4M, entraînent deux hélices bipales Chauvière Intégrale de 5 m de diamètre.